# کوه خآب
 کوه خآب  یا « کوه پل تیر » نام رشته کوهی در غرب استان هرمزگان ایران است.
این کوه‌ها در جنوب کوخرد قرار دارند و اولین رشته کوه‌های ساحلی خلیج فارس است.

## کوه جنوب یا (کوه زیر)
کوه جنوبی دهستان کوخرد کوه بسیار بلندی است که ارتفاع آن از سطح دریا میان ۲۵۰۰ متر تا ۳۰۰۰متر می‌رسد، و بنام کوه زیر معروف است، این کوه به سمت مغرب ادامه دارد. بزرگ‌ترین قله این کوه «قله کوه سفید» نامیده می‌شود. در مشرق «کوه زیر» وجنوب شرقی دهستان کوخرد و جنوب رودخانه مهران کوهی مجزا و مخروطی وجود دارد که بنام «کوه خآب» معروف است.

## ارتفاع کوه خآب
ارتفاع این کوه در میان ۱۸۰۰ متر تا ۲۰۰۰ متر می‌رسد. در قله کوه خآب (پل تیر) سنگ بزرگی وجود دارد بنام «سنگ نقاره» در بغل این سنگ از قدیم دسته سنگهایی مانند دسته هاون وجود دارد که هرکس از آن سنگ عبور کند با این دسته سنگها برآن سنگ بزرگ می‌کوبد و سنگ نقاره آواز عجیبی از خود در می‌آورد. در پشت کوه خآب سنگ بزرگی است به نام سنگ نازبُن، این سنگ ته دره و در جنوب کوه خآب واقع است، در شمال کوه خآب سنگ عجیبی وجود دارد که بنام سنگ اکال «قارچ» معروف است، همچنین در شمال این کوه دره بزرگی وجود دارد بنام دره بست گز آثار سد بزرگی در این دره باقی مانده که از زمانی خیلی دور ساخته شده‌است این سد «سد بز» نام دارد. کوه خآب (پل تیر) پس از عبور از یک تَنگه ساده در مشرق به رشته کوه «گوچی» در (بون کوه چهاربرکه) میپیوندد. در کوه زیر جنوب دهستان کوخرد چاه‌های بسیار زیبایی وجود دارد مانند آبگیرها و تپه‌ها و دشتهای سرسبز و جنگلهای و درختان کوهستانی مانند: کُور، کُنار، کِرت، سمر، کُوهِنگ، سَلَم، و اشکفتها «غارها» فراوانی وجود دارد که به‌شکل جداگانه‌ای شرح می‌دهیم.

## راه‌های قافله رو
از تنگه‌های این کوه‌ها راه‌های مالروی به سمت خلیج فارس وجود دارد که عبارت أند از سه راه پُرپیچ و خم که در زمان قدیم از این راه‌ها از بندر لنگه و مغویه و چارک کالا به کوخرد می‌آوردند، این راه‌های قدیمی و قافله رو بوده که در زمان قدیم از آنها برای رساندن کالا به‌وسیله اسب و قاطر و الاغ و شُتر استفاده می‌شده‌است، این راه‌ها بشرح زیر است:
- راه صِنخُو نخست از آب شیرینو گذشته از پیچ نرگ او شیرینو تا رسیده به تنب میش و غار تنب میش اشکفت تنب مش در بون کوه و گذشته از لاور نادردون سپس بسوی ساحل ادامه داشته بطول ۷۵ کیلومتر تقریبا.
- راه گروهی نخست از اُسُّن وگذشته از پرِ بختیاری وجَلگهِ مَرخاو گذشته از گردنه سخت‌گذر گروهی و رسیده به بون کوه سپس ادامه می‌یابد به‌طرف ساحل به‌طور ۱۲۵ کیلومتر تقریبا.
- راه چُک شِرُه ابتداء از پشتخه خَرتِل گذشته از دُوکلِ کل احمد و گذشته از سربالائی چُک شِرُه رسیده به بنهِ دَگَه در بونه کوه سپس ادامه داشته تا ساحل بطول ۱۷۵ کیلومتر تقریبا. در این راه‌ها آب انبارها برکه و کاروانسراهای متعددی از زمانی بسیار دور ساخته شده برای استراحتگاه قافلها (کاروانها) تا اینکه بتوانند به مسیرشان ادامه بدهند، این آب انبارها و کاروانسراها به نفقه نیکوکاران ساخته شده‌است.